# Odoardo Tabacchi
Odoardo Tabacchi (Valganna, 19 dicembre 1831 – Milano, 23 marzo 1905) è stato uno scultore italiano.

## Biografia

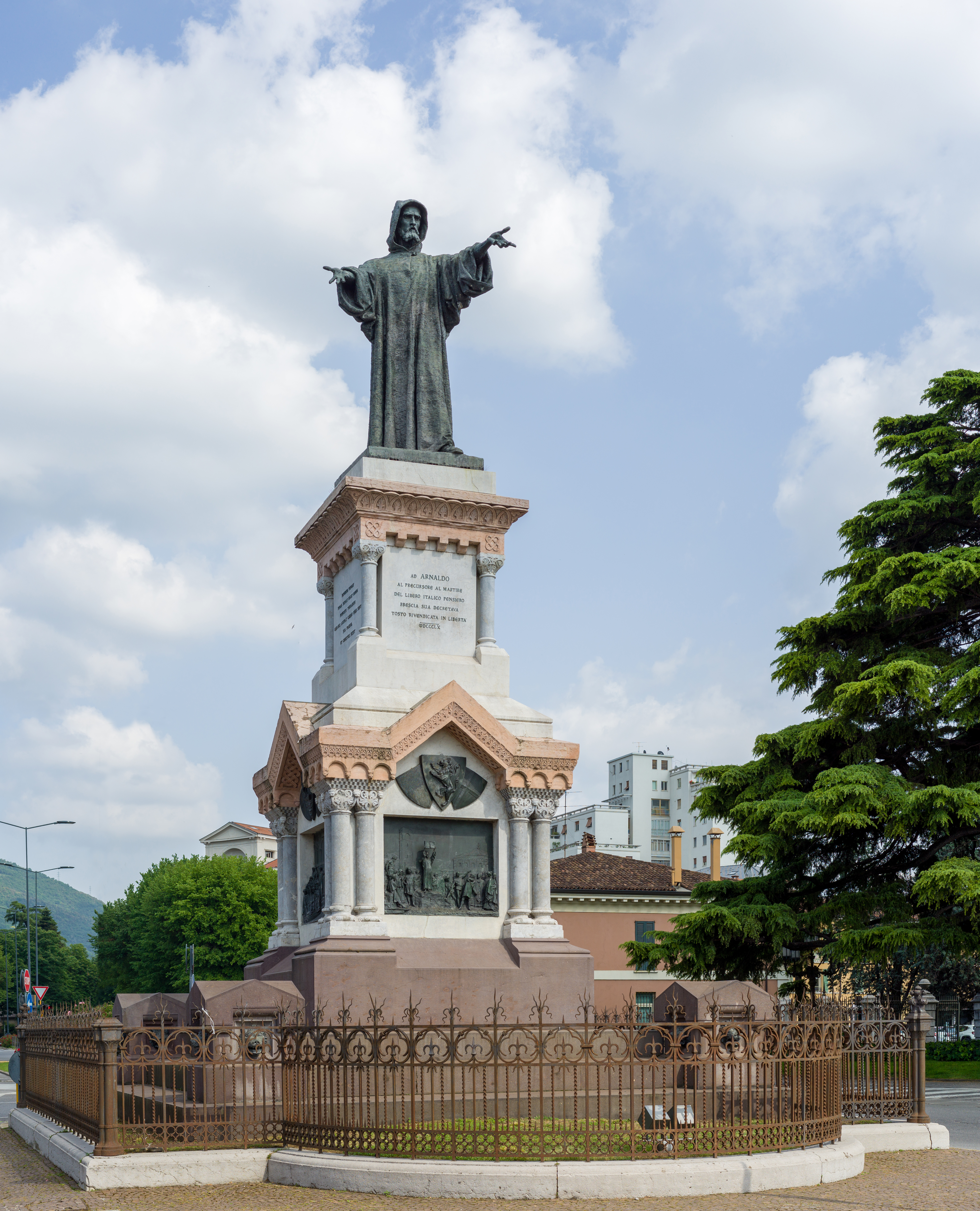
Monumento ad Arnaldo da Brescia, Brescia

Nacque casualmente a Ganna, frazione di Valganna, da una famiglia residente ad Ardena. Fu allievo dell'Accademia di belle arti di Brera a partire dal 1845, quindi impegnato presso gli studi di altri artisti a Milano e successivamente a Roma (dove vinse nel 1851 un concorso per il pensionato triennale), a Firenze e a Napoli. A Milano ebbe uno studio proprio dal 1860 al 1868 e concentrò la propria attività soprattutto sulla scultura monumentale.
Sono sue opere, tra le altre, il monumento a Cavour a Milano (con Antonio Tantardini), il monumento ad Arnaldo da Brescia a Brescia, fuso a Roma presso la Fonderia Romana di Alessandro Nelli, e le tombe Cuzzetti e Sedaboni al cimitero Vantiniano a Brescia, al Paleocapa e a Garibaldi a Torino, al Foscolo e il monumento equestre a Umberto I, ad Asti in piazza Cairoli.
Dal 1867 tenne la cattedra di scultura presso l'Accademia Albertina di Torino, su sollecitazione del suo predecessore e maestro Vincenzo Vela. In questo periodo la sua produzione si orientò piuttosto sulle figure di genere, specialmente statuette femminili di facile impostazione e fattura, che gli valsero una larga popolarità e vennero ampiamente replicate.
Le sue opere sono caratterizzate da un tocco personale nell'insistita e minuta descrizione delle materie raffigurate, una ricerca mimetica derivata dal naturalismo della sua formazione, portato spesso ad esiti accentuati. Più temperato nell'espressione quando si tratta di monumenti celebrativi, nelle opere di genere rivela un'estetica tesa alla facile comprensione, alla vivace e diretta comunicazione del messaggio. Questo contribuì alla popolarità dell'artista, che espose nelle principali mostre italiane e anche a Parigi e Vienna.
Tra i suoi allievi più fedeli sono annoverati: Giacomo Ginotti (1845-1897), Pietro Canonica (1869-1959), Davide Calandra (1856-1915), Edoardo Rubino (1871-1954), Giuseppe Sartorio (1854 - 1922),  Giuseppe Realini, il celebre Leonardo Bistolfi (1859-1933) e Luigi Contratti (1868-1923).

## Il genio alato
Nella Storia della statuaria commemorativa pubblica è presentato il complesso scultoreo  di Piazza Statuto a Torino Al traforo del Traforo ferroviario del Frejus con la statua in bronzo del Genio alato. «La piramide di massi frana sotto i piedi di un Genio alato, simbolo della scienza trionfante, trascinando nella sua caduta sette titani, rappresentanti la forza bruta della natura».